# Leopold Reichl

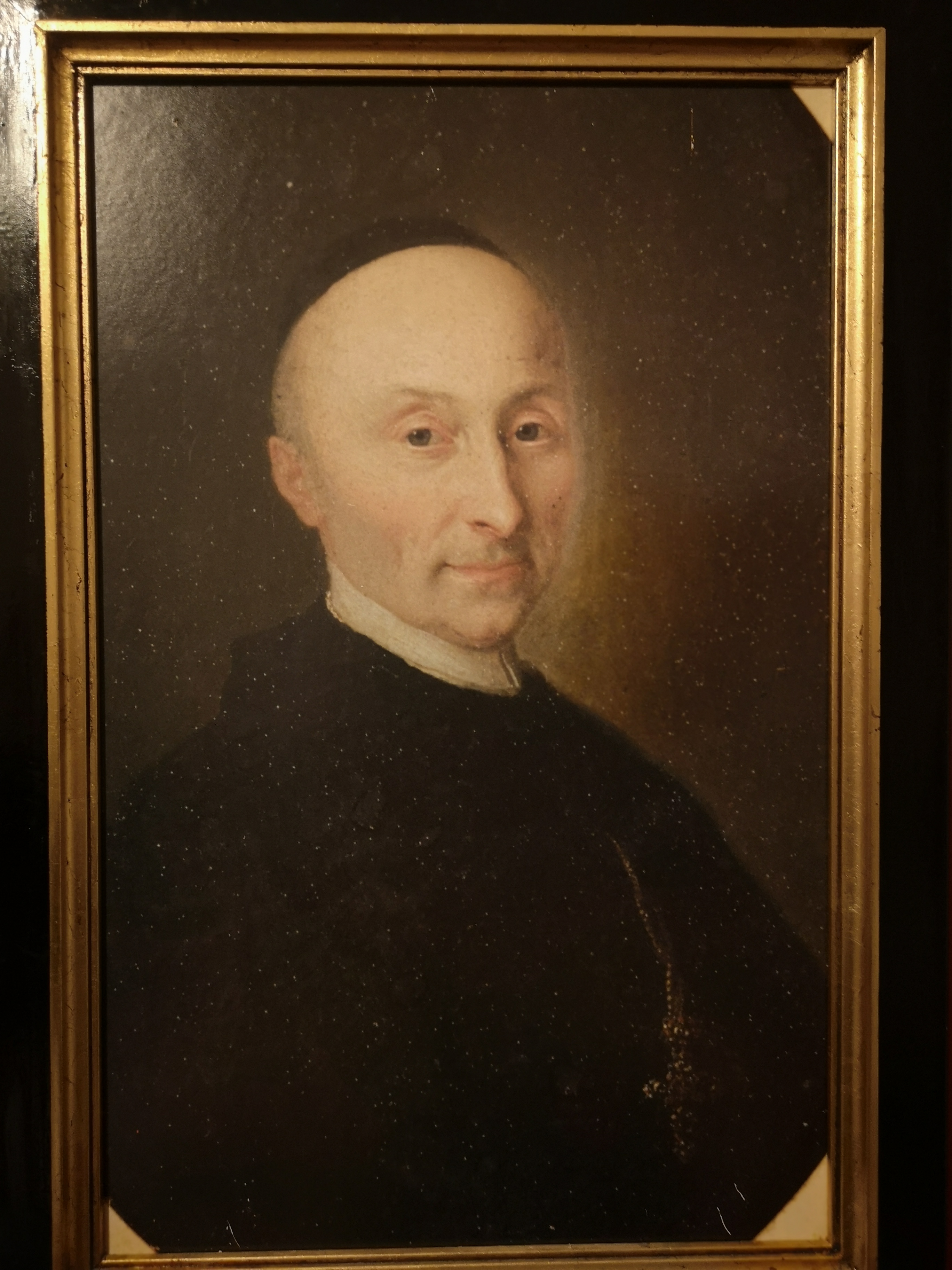
Prälat Leopold Reichl S. OCist., 1747–1786 Abt von Stift Engelszell

Leopold Reichl S.OCist (* 9. Mai 1713 in Hafnerzell, Hochstift Passau, heute Obernzell, als Joachim Reichl; † 7. Mai 1786 in Linz) war ein deutscher römisch-katholischer Ordenspriester und von 1747 bis 1786 Abt der Zisterzienserabtei Stift Engelszell.

## Leben und Wirken
Joachim Reichl wurde als Sohn des Hafnermeisters Joachim Reichl geboren. Das Jesuitengymnasium in Passau absolvierte er mit glänzendem Erfolg. Mit 20 Jahren trat er am 15. Oktober 1733, dem Fest des hl. Leopold, in das oberösterreichische Zisterzienserstift Engelszell ein und nahm den Ordensnamen Leopold an. Ein Jahr später legte er die Feierliche Profess ab. Am 30. September 1736 wurde er zum Priester geweiht und war anschließend in der Seelsorge tätig. 1743 wurde er Prior. Am 10. Juli 1745 bestätigte ihn Kaiserin Maria Theresia als Administrator des Stiftes, das zuvor aufgrund seiner Schuldenlast unter externer Verwaltung stand. Nachdem ihm eine wirtschaftliche Konsolidierung gelungen war, wurde er 1747 unter dem Vorsitz des Heiligenkreuzer Abtes Robert Leeb zum 34. Abt des 1293 gegründeten Stiftes U. L. F. von Cella Angelorum (Engelszell) gewählt. Am 24. Juni 1747 erhielt er im Stift Wilhering die Abtsbenediktion. Er sollte der längstregierende Prälat in der Historie des Stiftes werden. Er straffte die klösterliche Disziplin und vermittelte seinem Konvent eine spirituelle Prägung. Die Zahl der Mönche stieg während seines Abbatiates um die Hälfte an, so dass er für Oberösterreich mehrere Patres als Missionare der Gegenreformation entsenden konnte. Durch geschicktes Wirtschaften und zugefallene Erbschaften konnte er sich als Bauherr des 1699 abgebrannten Stiftes betätigen. Die Prälaturräume ließ er barockisieren und die Konventbauten errichten, wo Johann Kaspar Modler in der Bibliothek und im Refektorium die Stuckaturen schuf. Ab 1754 ließ er die Stiftskirche im Stil des Rokoko erbauen, wo er die Künstler Johann Georg Übelher, Joseph Deutschmann und Bartolomeo Altomonte schaffen ließ. Am 21. Oktober 1764, dem Festtag der hl. Ursula, wurde die Abteikirche vom Passauer Fürstbischof Graf Leopold Ernst von Firmian feierlich konsekriert und ist bis heute die stilreinste Rokokokirche Österreichs. Weiters ließ er die Marktkirche von Engelhartszell barockisieren, die Filialkirche von Kirchberg neu erbauen und zwischen Engelhartszell und St. Ägidi eine Straße bauen. Als Abgeordneter im Landtag der Prälaten und Stände des Erzherzogtums Österreich ob der Enns war er in die Verhandlung wichtiger Angelegenheiten einbezogen. Vorübergehend wurde er als Administrator für die zeitlichen Güter des Stiftes Baumgartenberg eingesetzt. 1781 wurde den österreichischen Zisterziensern von Kaiser Joseph II. die Verbindung zum Generalabt in Citeaux untersagt. Die josephinistische Religionspolitik wurde zunehmend spürbar. Am 7. Mai 1786 starb Abt Leopold II. Reichl an einer Lungenentzündung. Da Gruftbestattungen inzwischen nicht mehr erlaubt waren, wurde er auf dem Friedhof von Engelhartszell begraben. Bereits einen Tag nach dem Tod des Abtes wurde das Kloster Engelszell auf kaiserliche Anordnung hin gesperrt. Am 6. Dezember 1786 folgte das Aufhebungsdekret. Zwei Jahre später mussten die letzten Mönche das Stift verlassen. Erst seit der Neubesiedlung durch die Trappisten im Jahr 1925 lebte dort wieder eine Mönchsgemeinschaft. Diese wurde im Jahr 2023 aufgelöst. Der Grabstein von Abt Leopold II. Reichl wurde 1993 anlässlich des 700-jährigen Gründungsjubiläums von der Gemeinde Engelhartszell der Ordensgemeinschaft übereignet und findet sich seither im Eingangsbereich der Stiftskirche. Die Grabplatte trägt folgende Aufschrift:

„Wanderer

ein Denkmal das der Tugend und Recht

schaffenheit die kindliche Pflicht

und Dankbarkeit für

Leopold

den II

des Stiftes Engelszells Abbten und Sr. k. k.

Majestät Rath errichtet hat.

Er hat unter den Menschen 73

in dem Orden 53

als Priester 49

und in dem Staate als Prior Administrator

und Abt 43 Jahre mit Würde gestanden.

Das Haus des Herrn hat an Ihme einen wahren

Isrealiten, der Monarch einen getreuen Lehenträger

und Untergebenen, wir und der Unterthann

den besten Vater verloren.

Er starb zu Linz gottseelig den 7 May 1786

und die spätesten Nachkömmlinge werden sagen

dieser Menschenfreund ruhe in Frieden.“